# Stazione di Bozzolo
La stazione di Bozzolo è una stazione ferroviaria posta lungo la linea Cremona-Mantova, a servizio dell'omonimo comune.

## Storia
La stazione ferroviaria di Bozzolo, situata sulla linea Cremona-Mantova, è stata probabilmente inaugurata il 6 settembre 1874, insieme all'apertura della linea che collega Mantova e Cremona, passando per Bozzolo. Attualmente, la stazione vede il transito di treni regionali, gestiti da Trenitalia, con destinazioni come Milano Centrale, Marcaria, Gazzo, Torre de' Picenardi e Mantova. 
La stazione di Bozzolo, come le altre stazioni della linea, fa parte della storia delle ferrovie italiane, che hanno avuto un ruolo importante nello sviluppo del paese in quanto la linea Cremona-Mantova ha favorito scambi commerciali e culturali fra le due città con il trasporto di persone e merci. La stazione di Bozzolo riveste importanza per posizione strategica di collegamento con altre località contribuendo allo sviluppo della regione.
Nel 2025 i grandi lavori per il raddoppio della linea hanno portato alla luce un fatto storico testimoniato dal recupero di un carro merce risalente all'incidente dell'undici ottobre 1944 (il primo ritrovato di almeno quattro) sprofondato nei sedimenti dopo che soldati della Wehrmacht avevano costretto sotto minaccia dei mitra i macchinisti di un treno merci ad attraversare il fiume Oglio per provare le strutture metalliche costituenti il ponte riparate ben 6 volte dopo i bombardamenti ma purtroppo compromesse. Le truppe tedesche avevano cercato di mettere in ultimo sostegni di fortuna che non avevano retto. È d'obbligo il recupero per fabbricare le fondamenta di sostentamento del tratto in raddoppio ricorrendo al dragaggio, poi con i georadar ritrovare la pesante locomotiva del gruppo 471 FS (ancora incerto il fatto che sia invece una tedesca DR 56 al seguito della truppe germaniche) che si trova nei pressi del ponte, affondata nei sedimenti fangosi.

## Strutture e impianti
La stazione è raccordata con lo stabilimento CIMA, specializzato nella manutenzione di rotabili ferroviari. Dal 2024 tutto il complesso è oggetto di una profonda ristrutturazione
degli impianti compreso l'armamento che comporta la chiusura della linea e l'organizzazione di autobus sostitutivi da e per la stazione di Bozzolo.
L'intera linea (la Milano-Cremona-Mantova) è  oggetto a totale rinnovo infrastrutturale, sono stati allestiti diversi cantieri. Verranno costruiti sottopassi ed eliminati i passaggi a livello.
La circolazione dei treni tra Bozzolo e Mantova è sospesa per quasi tre anni: dal 2024 al 2026.
Questi profondi rinnovamenti si concluderanno dopo l'estate 2026, possibilmente prima di novembre.
Ci sarà il raddoppio della linea e la totale sostituzione di un ponte sul fiume Oglio (versante mantovano altezza della S.P. ex S.S. n. 10 "Padana Inferiore".
In particolare fra i comuni di Marcaria e  il paese del famoso parroco don Primo Mazzolari, Bozzolo) sono iniziati da giugno 2025 i lavori.

## Movimento
La stazione è servita dai treni regionali Cremona–Mantova e dai RegioExpress Milano Centrale-Mantova, cadenzati a frequenza bioraria svolti da Trenord nell'ambito del contratto di servizio stipulato con la Regione Lombardia.

## Servizi
La stazione dispone di:
- Biglietteria automatica
- Servizi igienici

## Interscambi
- Fermata autobus